# 百臂巨人
百臂巨人是希腊神话中一些有50个头、100只手臂的巨人的统称。他们的名字来自于希腊语词根（“一百”）和（“手”），合起来的意思就是“有100只手的”。在拉丁语中，百臂巨人被直译为“凯恩蒂马尼”（Centimani），即“100只手的怪物”。
百臂巨人出现于希腊神话的早期阶段。赫西俄德在《神谱》中称他们为“俄拉尼得斯”（常见的说法是“赫卡同克瑞斯”,英文：Hecatoncheires）。根据《神谱》，百臂巨人是蓋亚和乌拉诺斯所生的孩子，共有3个，名字分别为布里阿瑞俄斯（Βριάρεώς）、科托斯（Κόττος）和古革斯（Γύης）。他们都是些巨大而凶猛的怪物，甚至比泰坦和独眼巨人还要巨大。
在百臂巨人出生后不久，乌拉诺斯看到他们都是些丑陋的怪物，就把他们扔进塔爾塔罗斯深处。这件事促使蓋亚怂恿克洛诺斯去推翻他的父亲。另有说法认为，把百臂巨人关入塔爾塔罗斯的是克洛诺斯。
总之，3个百臂巨人一直被监禁在塔爾塔罗斯，受到巨龙坎佩的严密看管。在泰坦之战中，奥林匹斯众神（以宙斯为首）在与泰坦（以克洛诺斯为首）的斗争中处于劣势；这时蓋亚建议宙斯去向百臂巨人求助。宙斯于是下到塔爾塔罗斯将3个力大无穷的百臂巨人释放了出来，他们果然愿意为宙斯服务。在战斗中，百臂巨人一次投掷100块像山一样巨大的石头，令泰坦巨神都无法抵抗。只是在百臂巨人的帮助下，宙斯才获得了最后的胜利。赫西俄德接着写到，3个百臂巨人后来成了守卫塔爾塔罗斯大门的看守。或许是为了协调古老的百臂巨人神话与奥林匹斯神系的关系，赫西俄德让3个百臂巨人中的一个，布里阿瑞俄斯成了海神波賽頓的女婿（神谱，817）。
关于百臂巨人还有其它几个完全无关的传说，即以布里阿瑞俄斯为主角的传说。在伊利亚特（i.399）中，荷马提到了一个在其它希腊神话中都没有发现过的故事：一些奥林匹斯神，以赫拉为首，联合波賽頓、雅典娜和太阳神阿波罗，企图推翻宙斯。但是海洋女神忒提斯请来了一个百臂巨人来保护宙斯，使众神的叛乱归于失败。这个百臂巨人被众神称之为布里阿瑞俄斯，而人类称之为“埃盖翁”（Αἰγαίων，来自名词，“山羊”）。古罗马诗人维吉尔在他的史诗《埃涅阿斯纪》中也提到了埃盖翁；但维吉尔写了一场与希腊神话完全不同的战争：埃盖翁站在提坦一边作战，而且最后提坦神族战胜了宙斯。
在科林斯的地方神话中，布里阿瑞俄斯是海神波塞冬与太阳神赫利俄斯之间的仲裁者。波塞冬与赫利俄斯因为争夺科林斯而起了争执。结果布里阿瑞俄斯裁决，科林斯地峡属于波賽頓，而科林斯的卫城则是赫利俄斯的圣所。

## 文学和通俗文化中的百臂巨人
文艺复兴时期的大诗人但丁在其作品《神曲》中提到了布里阿瑞俄斯，他“被关在地狱的第9层”（地狱篇，XXXI，l. 99）。
在日本漫画家士郎正宗的漫画作品《苹果核战记》中，男主角的名字叫布里阿瑞俄斯。布里阿瑞俄斯是一个生化人，而控制他的义体的中枢就叫“赫卡同克瑞斯”。
《龙与地下城》游戏系统中包括了百臂巨人。百臂巨人在日本RPG《真·女神转生》系列中也有登场。
《戰神：崛起》裡面介紹百臂巨人埃蓋翁因背叛宙斯遭到復仇女神擊敗並在他身上建造監獄，主角跟復仇女神對戰時，復仇女神用蟲子控制百臂巨人的手臂與主角對戰。
《Final Fantasy系列》中的召喚獸「海克頓蓋爾」的原型。

## 资料来源
- 神谱
- 奥维德、贺拉斯等人的著作
- Karl Kerenyi, Gods of the Greeks (London: Thames and Hudson) 1951.
- Theoi.com:Briareus （页面存档备份，存于）
- Bibliotheca I.1.1 （页面存档备份，存于）